# Era bizantină

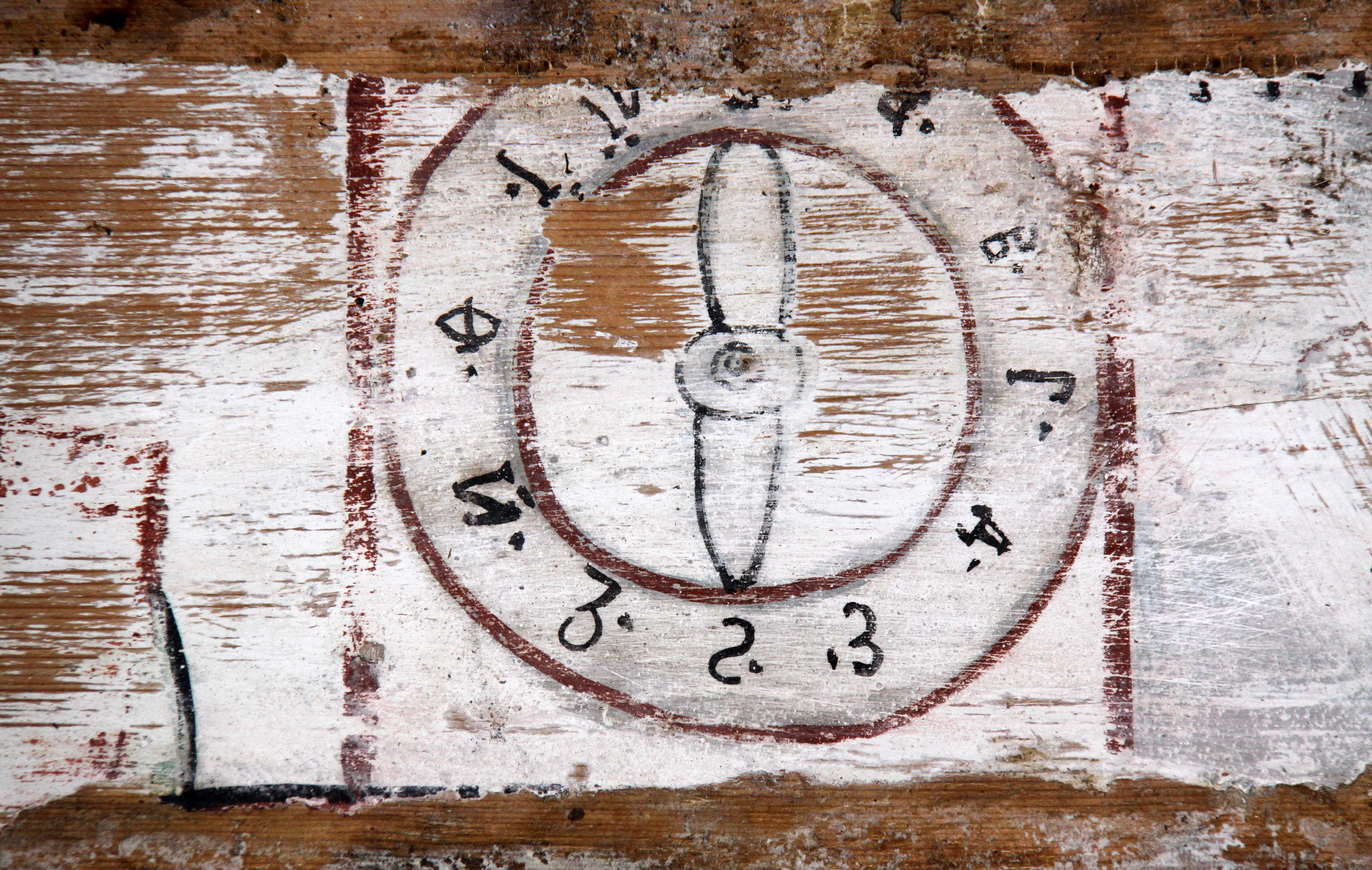
În ţările române, trecerea timpului şi socoteala anilor erei bizantine s-a făcut până spre miezul veacului al XIX-lea cu ajutorul cifrelor chirilice. Ceas pictat cu cifre chirilice, încremenit pe ora morții lui Iisus. Pictură din interiorul bisericii de lemn din Petrindu, Sălaj, semnată de Dimitrie Ispas de la Gilău, 1835.

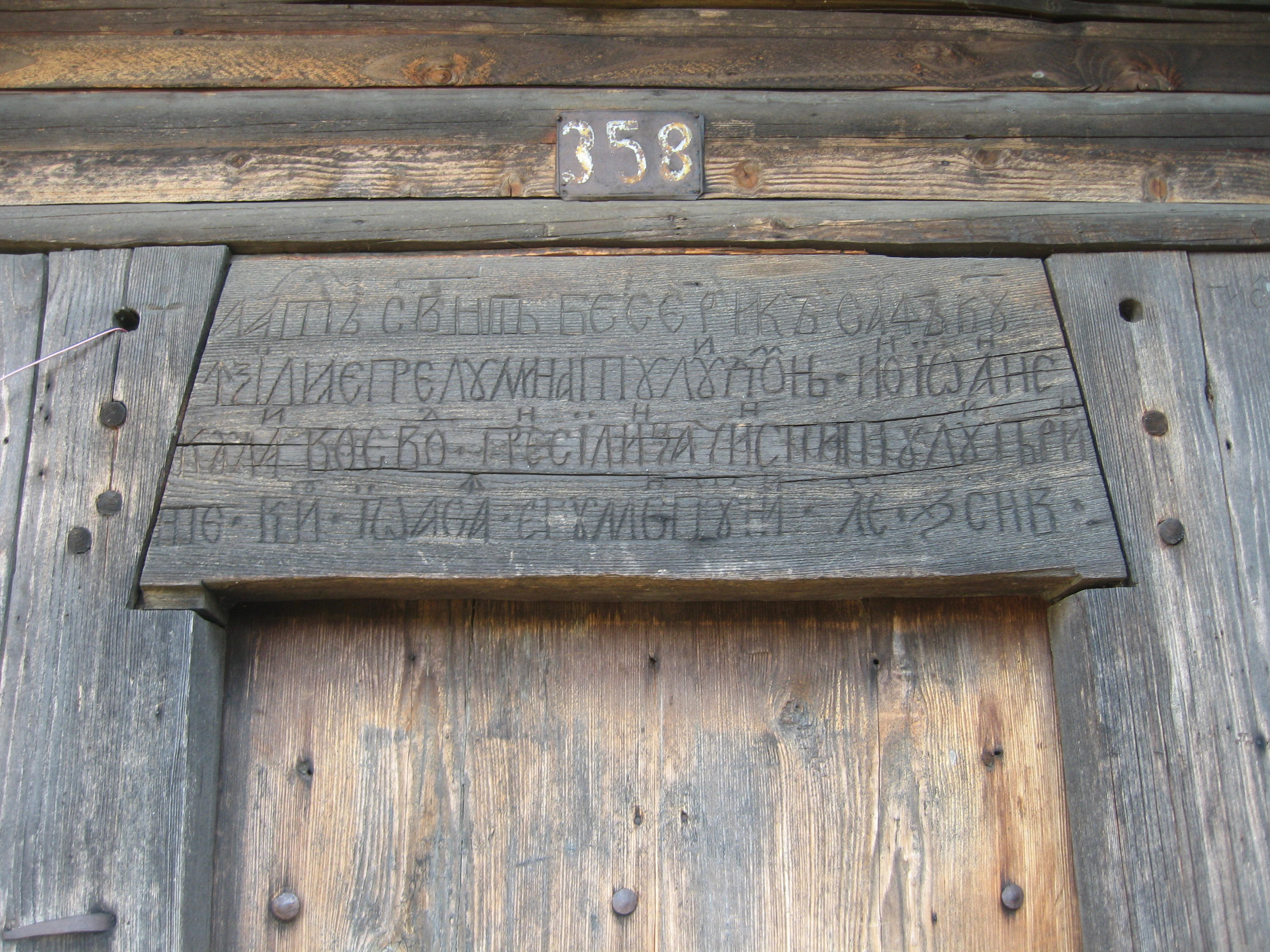
Pisania de la intrarea în biserica de lemn din Bilca, Suceava, datată în anul 7252 al erei bizantine.

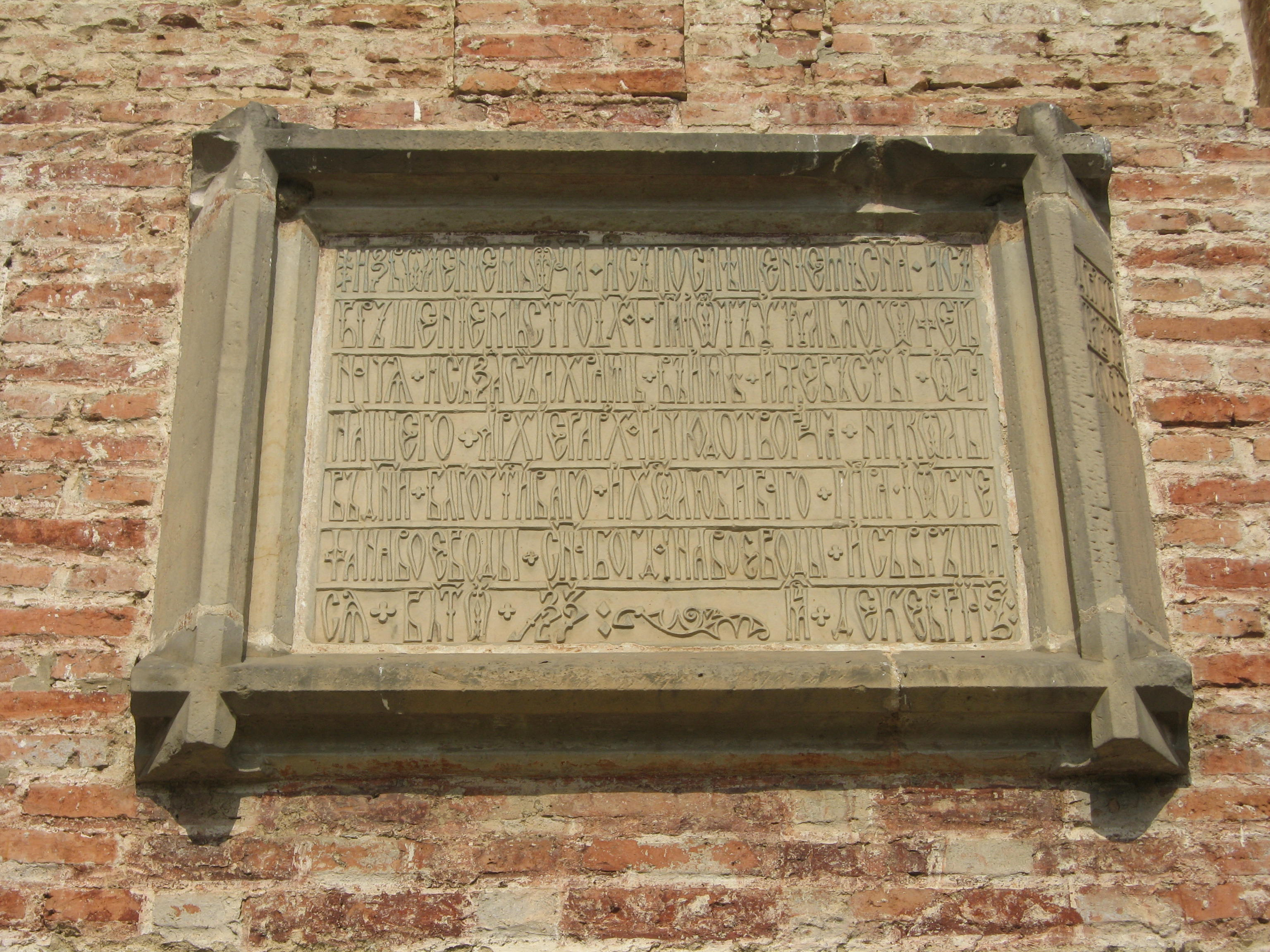
Pisania bisericii Sf. Nicolae din Bălineşti din anul 7007.

Era bizantină, întâlnită adesea sub forma de ani de la facerea/zidirea lumii sau ani de la Adam, a fost cronologia folosită oficial în Imperiul Bizantin și în bisericile ortodoxe. În Patriarhia Ecumenică a fost în uz din anul 692 până în 1728. În țările române, era bizantină a fost cu precădere folosită până spre mijlocul secolului al XVIII-lea, fiind înlocuită treptat, până spre mijlocul secolului al XIX-lea, cu era noastră, pe care o socotim de la nașterea Domnului.

## Istoric
Derivată din Septuaginta și din tradiția ebraică, era bizantină (în greacă: Etos Kosmou sau Apo Kataboles Kosmou, în latină: Annus Mundi sau Ab Origine Mundi) a fixat data creației la 5508 de ani înainte de întruparea lui Hristos și calcula anii de la facerea lumii. Data creației sau începutul erei bizantine a cunoscut câteva corecții până a fost fixată definitiv înainte de anul 692, era noastră. Primele încercări sunt cunoscute încă din jurul anului 412.
Biserica a calculat anii de la facerea lumii astfel: 
- Întâia vârstă a lumii de la facerea lui Adam până la potop, după Septuaginta - 2262 ani
- A doua vârstă a lumii de la potop până ieșirea fiilor lui Israel - 1632 ani
- A treia vârstă a lumii de la ieșire până la zidirea Templului în anul al 4-lea al domniei lui Solomon - 601 ani
- A patra vârstă a lumii de la zidirea Templului până la risipirea lui, robia Ierusalimului - 424 ani
- A cincea vârstă a lumii de la risipire până la întâia venire a Domnului nostru Iisus Hristos - 589 ani

2262 + 1632 +601 +424 +589 = 5508 ani au trecut de la facerea lui Adam până la întâia venire a Domnului Iisus Hristos

## Transpunere înera noastră
Era bizantină este considerată ca având cu 5508 ani mai mult decât era noastră. Pentru transpunerea anilor erei bizantine în anii erei noastre trebuie avută în vedere această diferență de ani, precum și faptul că anul erei bizantine începea la 1 septembrie, deci cu patru luni înainte de 1 ianuarie. Pentru determinarea anilor erei noastre în raport cu anii erei bizantine trebuie așadar să se țină seamă de data exactă. Când o dată este cuprinsă între 1 ianuarie și 31 august se scad 5508 ani din anul exprimat în anii erei bizantine, iar când data este cuprinsă între 1 septembrie și 31 decembrie se scad 5509 ani din anul erei bizantine pentru a afla anul erei noastre.
Totuși, până la anul 1572 se utiliza în Moldova stilul de la 1 ianuarie, iar după această dată stilul bizantin de la 1 septembrie.  